# Piotr Sobotta
Piotr Jürgen Sobotta (Gliwice, 12 novembre 1940) è un ex altista polacco.

## Biografia
Partecipò ai Giochi olimpici di Roma 1960 dove giunse quindicesimo. Nel 1962 gareggiò ai campionati europei di Belgrado senza riuscire a qualificarsi per la finale.
È stato sposato con la velocista Barbara Lerczak.

## Palmarès
| Anno | Manifestazione  | Sede | Evento        | Risultato | Prestazione | Note  |
| ---- | --------------- | ---- | ------------- | --------- | ----------- | ----- |
| 1960 | Giochi olimpici | Roma | Salto in alto | 15º       | 2,00 m      | [ 1 ] |